# 溝口肇
溝口 肇（みぞぐち はじめ、1960年4月23日 - ）は、日本のチェリスト、作曲家、編曲家、音楽プロデューサー。東京都出身。東京都立狛江高等学校を経て、東京芸術大学音楽学部器楽科チェロ専攻卒業。元妻は作曲家の菅野よう子。

## 概要
作曲家として自らの作品を発表し、チェリストとしてソロライブを数多く行う一方、映画やテレビドラマ、アニメの劇伴を多数手がけている。特に著名なものとして『世界の車窓から』のテーマ曲が挙げられる。また、スタジオ・ミュージシャンとして、クラシック音楽、J-POP、ロックなど幅広いジャンルで伴奏を担当する。
所有している楽器は、1723年のアレキサンドロ ガリアノ（ナポリ）で「アンジェラ」と命名して愛用している。コンピュータに関しても造詣が深く、音楽制作ではDTMを古くから使用している。またヴィンテージ録音機材にも詳しく特にマイクはこだわっていて、レコーディング時には自身が所有しているものを持ち込み使っている。
テレビ放送に出演する機会もあり、旅番組への出演が多い。また、日本たばこ産業のピースライト、ギャラクシー企業イメージのCMにも自身が出演している。
大の自動車好きでもある。運転したことのある車種は100台近くになり、所有することよりとにかく運転することが楽しいらしい。「音が変わってしまう」とのことから、自分の乗用車のタイヤを走行距離にかかわらず半年毎に換えている。

## 経歴
カラヤンをテレビで見て3歳からピアノを始める。最初の先生は日本が誇るバンドネオン奏者、池田光男。その後幾度の引っ越しでピアノ先生が変わり11歳からチェロを始める。
チェロの勉強と共に中学、高校とロックバンドを組みキーボードを担当していた。コピーバンドとしてディープ・パープル、ビートルズ、クリーム、サディスティック・ミカ・バンド、キング・クリムゾン、リターン・トゥ・フォーエヴァー（チック・コリア）、ウェザー・リポート等、ありとあらゆるものを演奏していた。本人曰くディープ・パープルのキーボード部分は今でも弾けると述べている。中学時代の友人、高校時代のバンド仲間のもうひとりのキーボーディスト川島裕二とベーシスト山内薫は、プロの音楽家として活躍中。学校ではロック音楽を、家ではチェロの練習の為にクラシック音楽という二重生活だったらしい。また高校時代は陸上部所属で専門は棒高跳。東京都新人戦では三位入賞。
東京芸術大学音楽学部器楽科チェロ専攻に入学｡この頃はクラシック音楽家としてデビューを夢見ていたが、学生時代から八神純子、上田知華+KARYOBIN等のサポートメンバーを始め、ポップミュージックの魅力を改めて知る。
大学卒業後､スタジオ・ミュージシャンとなり前田ストリングスにレギュラーメンバーとして所属。5年ほどレコーディングに携わる。24歳の時に自身が起こした自動車事故によってムチウチ症となり､その苦しみから逃れるため「眠るための音楽」を作曲し始める｡スタジオ・ミュージシャンとしての経験から「眠るための音楽」は自分自身のソロ楽曲として書きためられ､1986年『ハーフインチデザート』（Halfinch Dessert）でソニーからソロデビューした。

## 作品

### オリジナルアルバム
- Halfinch Dessert（1986年、CBS・ソニー）
- 水の中のオアシス（1986年、CBS・ソニー）
- A PRETTY DANCE（1987年、CBS・ソニー）
- Best Wishes（1988年、CBS・ソニー）
- PRECIOUS（1989年、CBS・ソニー）
- SOUTH BOUND 太陽の南（1990年、CBS・ソニー）
- IMPRESSION OF SUNDAY 日曜日の印象（1992年、Sony Records）
- Aqua Colors in Paris（1995年、キティレコード）
- Shadows and Light（1996年、不明）
- Far East 〜世界の車窓から〜（1998年、ビクターエンタテインメント）
- Eternal Flame（1999年、ビクターエンタテインメント）
- Espace〜溝口肇 best（2000年、ビクターエンタテインメント）
- Angel（2001年、ビクターエンタテインメント）
- Early Best 1986-1992 （2001年、ソニー・ミュージック）
- Espace II（2002年、ビクターエンタテインメント）
- archcello（2003年、ビクターエンタテインメント）
- 世界の車窓から Next Journey（2004年、バップ）
- OPERA?（2006年、バップ）
- オーガニック・スタイル 溝口 肇 the BEST （2007年、ソニー・ミュージックダイレクト）
- Hajime Mizoguchi The BEST WORKS（2009年、バップ）
- Seasons（2009年、バップ）
- New Best Selection（2010年、バップ）
- the origin of HAJIME MIZOGUCHI （2012年、ソニー・ミュージック）
- Cello Bouquet（2013年、GRACE MUSIC）
- 世界の車窓から ORIGINAL PIANO BACKING TRACK（2014年、不明）
- FOR SLEEPLESS NIGHT 眠れない夜に聴く音楽（2014年、キングレコード）
- LOVE SOUNDS（2016年、キングレコード）
- Music Book –in the mood for jazz-（2017年、キングレコード）
- WORDLESS（2019年、GRACE MUSIC）
- hopeness（2021年、GRACE MUSIC）

### カヴァーアルバム
- yours（2005年、バップ）
- yours;tears（2007年、バップ）
- yours;classic（2008年、バップ）
- yours;Luxe（2011年、バップ）
- Piano Plays Hajime Mizoguchi（2014年、GRACE MUSIC）
- yours;Gift（2015年、バップ）

### DVD
- オーストラリア 〜夢の大陸〜（1999年、テイチクエンタテインメント・音楽共作：渡辺香津美）
- 全日空の世界ブルーオンブルーシリーズ（1999年〜、アニプレックス・撮影：青木勝）
- NATURE 〜relaxation japan〜「日本の心風景」（2002年、ユニバーサルシグマ・音楽共作：佐藤正美、宗次郎、中村由利子、村上太一）
- 世界の車窓から（2002年〜、ビクターエンタテインメント）
- prologue（2002年、ビクターエンタテインメント）
- THE Concorde（2003年、アニプレックス・撮影：青木勝）
- グローリア・チャペル・コンサート 〜once〜 いつか遠い日（2004年、バップ）
- デジタルギャラリー　影絵　光と影のシンフォニー（2020年、バップ DVD VPBV-1430 影絵・演出：藤城清治、音楽：溝口肇）

### テレビドラマ
- この世の果て（1994年、フジテレビ）
- 星の金貨シリーズ（1995年、1996年、2001年日本テレビ）…シリーズ全作品の音楽を溝口が一貫して担当。
  - 星の金貨
  - 続・星の金貨
  - 新・星の金貨
- ひと夏のラブレター（1995年、TBS）
- ピュア（1996年、フジテレビ）
- 天国のKiss（1999年、テレビ朝日）
- OUT〜妻たちの犯罪〜（1999年、フジテレビ）
- そして、友だち（2000年、テレビ朝日）
- ビューティフルライフ〜ふたりでいた日々〜（2000年、TBS）
- ゲームの達人（2000年、NHK）
- 天気予報の恋人（2000年、フジテレビ）
- オードリー（2000年 - 2001年、NHK）
- 眠れぬ夜を抱いて（2002年、テレビ朝日）
- やんパパ（2002年、TBS）
- ライオン先生（2003年、日本テレビ）
- 光とともに…〜自閉症児を抱えて〜（2004年、日本テレビ）
- 勉強していたい!（2007年、NHK）
- 東京大空襲（2008年、日本テレビ）
- 秘密（2010年、テレビ朝日）
- 幻夜（2010年、WOWOW）
- 遺恨あり 明治十三年 最後の仇討（2011年2月26日、テレビ朝日）
- 償い（2012年11月 - 12月、NHK BSプレミアム）

### アニメ
- ワンダービートS（1986年、TBS(米光亮と共作)）
- ぼくの地球を守って（1994年、OVA）
- 天空のエスカフローネ（1996年、テレビ東京(菅野よう子と共作)）
- 八雲立つ（1997年、OVA）
- TEXHNOLYZE（2003年、フジテレビ(浦田憲司と共作)）
- 獣王星（2006年、フジテレビ）
- ときめきメモリアル Only Love（2006年、テレビ東京(延近輝之と共作)）

### 映画
- ピラミッドの彼方に ホワイト・ライオン伝説（1988年）
- 第1回欽ちゃんのシネマジャック「元禄女太陽伝」（1993年）
- 愛について、東京（1993年、(立川直樹と共作)）
- 人狼 JIN-ROH（2000年）
- 死者の学園祭（2000年）
- Tokyo Tower（2005年）

### その他作品
- PSY・S Presents "Collection"(1987年2月26日発売) ＃09 私は流行、あなたは世間 (Instrumental Version) ：編曲を担当
- 世界の車窓から
- 鳥になる日
- JET STREAM（2002年10月から担当）
- あしたのハーモニー（編曲・演奏を担当している）
- シチズンのラジオ時報CM『シチズンサウンド』他、いくつかの番組BGM（J-WAVE）
- 小山薫堂Presents 恋する日本語 イメージアルバム（徳間ジャパンコミュニケーションズ、2013年5月8日発売）